# Sielsowiet Siehniewicze
Sielsowiet Siehniewicze (s. siehniewicki, biał. Сігневіцкі сельсавет, ros. Сигневичский сельсовет) – sielsowiet na Białorusi, w obwodzie brzeskim, w północno-zachodniej części rejonu bereskiego.

## Położenie
Siedzibą sielsowietu są Siehniewicze. Jednostka podziału administracyjnego sąsiaduje na północy z sielsowietem Bereza, na wschodzie z sielsowietami Zdzitów i Międzylesie, na południu z rejonem drohiczyńskim, a na zachodzie z sielsowietem Malecz.

## Skład
Sielsowiet Wojska obejmuje 13 miejscowości:
| Polska nazwa miejscowości        | Nazwa białoruska                         | Nazwa rosyjska                           | Typ jednostki osadniczej |
| -------------------------------- | ---------------------------------------- | ---------------------------------------- | ------------------------ |
| Barmuty                          | Бармуты (Barmuty)                        | Бармуты                                  | wieś                     |
| Borki                            | Боркі (Borki)                            | Борки                                    | agromiasteczko           |
| Czerniaków                       | Чарнякава (Czarniakawa)                  | Черняково (Czerniakawo)                  | wieś                     |
| Holice                           | Галіцы (Halicy)                          | Голицы (Golicy)                          | wieś                     |
| Jastrząb                         | Ястрабель (Jastrabiel)                   | Ястребель (Jastriebiel)                  | wieś                     |
| Koszelewo                        | Кашалёва (Kaszalowa)                     | Кошелёво (Koszelowo)                     | wieś                     |
| Laskowicze Małe                  | Малыя Лясковічы (Małyja Laskowiczy)      | Малые Лесковичи (Małyje Leskowiczi)      | wieś                     |
| Laskowicze Wielkie               | Вялікія Лясковічы (Wialikija Laskowiczy) | Великие Лесковичи (Wielikije Leskowiczi) | wieś                     |
| Marianowo                        | Мар’янова (Marjanowa)                    | Марьяново (Mar´janowo)                   | wieś                     |
| Marywil                          | Маравіль (Marawil)                       | Маревиль (Marewil)                       | agromiasteczko           |
| Michałki                         | Міхалкі (Michałki)                       | Михалки                                  | wieś                     |
| Minki                            | Мінкі (Minki)                            | Минки                                    | wieś                     |
| Pieszki                          | Пешкі (Pieszki)                          | Пешки                                    | wieś                     |
| Rewiatycze                       | Равяцічы (Rawiaciczy)                    | Ревятичи (Rewiaticzi)                    | agromiasteczko           |
| Siehniewicze                     | Сігневічы (Sihniewiczy)                  | Сигневичи (Signiewiczi)                  | agromiasteczko           |
| Sobole                           | Сабалі (Sabali)                          | Соболи (Soboli)                          | wieś                     |
| Swadbicze                        | Свадзьбічы (Swadźbiczy)                  | Свадьбичи (Swad´biczi)                   | wieś                     |
| Szlachecka Puszcza (Szlacheckie) | Шлях-Пушча (Szlach-Puszcza)              | Шлях-Пуща                                | wieś                     |
| Winin                            | Вінін (Winin)                            | Винин                                    | wieś                     |
| Zarzecze                         | Зарэчча (Zareczcza)                      | Заречье (Zarieczje)                      | wieś                     |

## Historia
W czasach zaboru rosyjskiego większość miejscowości leżała w gminach (wołostiach) Rewiatycze lub Czerniaków w powiecie prużańskim guberni grodzieńskiej. W pierwszej z wymienionych znajdowały się Siehniewicze, siedziba administracyjna współczesnego sielsowietu.
W okresie międzywojennym, po zniesieniu gminy Rewiatycze 27 lutego 1932 r., Siehniewicze stały się siedzibą gminy Siechniewicze. W gminie tej, oprócz wielu innych jednostek osadniczych – obecnie należących do innych sielsowietów lub nieistniejących, leżały następujące miejscowości obecnego sielsowietu Siehniewicze: Borki, Czerniaków (folwark), Holice, Jastrząb (majątek i wieś), Koszelewo, Laskowicze Małe, Laskowicze Wielkie, Marianowo, Marywil (majątek), Minki, Pieszki, Rewiatycze, Siehniewicze (majątek i wieś), Swadbicze (folwark, wieś, futor), Szlachecka Puszcza (kolonia i folwark), Winin i Zarzecze.
Po agresji sowieckiej tereny te włączono do BSRR.
Od 12 października 1940 r. utworzono sielsowiet Siehniewicze. W sąsiedztwie funkcjonował także sielsowiet Pieszki, przemianowany 16 lipca 1954 r. na sielsowiet Borki. 17 września 2013 do sielsowietu Siehniewicze włączono ze zniesionego sielsowietu Borki: Borki, Czerniaków, Laskowicze Małe, Laskowicze Wielkie, Koszelewo, Michałki, Pieszki.

## Demografia
Według danych ze spisu ludności z 2009 roku sielsowiet Siehniewicze (13 wymienionych miejscowości) zamieszkuje 2618 ludzi, w tym 89,0% deklaruje się jako Białorusini, 5,3% – jako Polacy, a 3,6% – jako Rosjanie.